# Karl Albrecht (Ortenburg)
Reichsgraf Karl Albrecht von Ortenburg (* 30. Juni 1743 in Ortenburg; † 5. Februar 1787 auf Schloss Neuburg am Inn) war der älteste Sohn von Graf Karl III. von Ortenburg und dessen Gemahlin Gräfin Sophia Wild- und Rheingräfin zum Stein. Karl Albrecht entstammte dem niederbayerischen Adelshaus Ortenburg. Nach dem Tod seines Vaters 1776 übernahm er die Regentschaft über die reichsunmittelbare Grafschaft, welche er bis zu seinem Tod im Jahre 1787 innehatte.

## Leben und Wirken
Karl Albrecht wurde am 30. Juni 1742 in Ortenburg geboren. Im Jahre 1763 trat er in den königlich preußischen Militärdienst ein. Dort war er bis 1776 tätig, zuletzt als Major. Auch seine beiden jüngeren Brüder Ludwig Emanuel und Christian Friedrich folgten ihm in den preußischen Militärdienst.
Nach dem Tod seines Vaters Karl III. wurde Karl Albrecht 1776 regierender Graf der reichsunmittelbaren Grafschaft Ortenburg. Am 31. Juli 1776 einigte sich Karl Albrecht mit seinen Brüdern auf die Einführung der Primogenitur, es wurde daher das Senioratsprinzip, welches seit 1566 im Grafenhaus galt, abgeschafft. Statt des jeweils Ältesten des Geschlechtes wurde nun der älteste Sohn des zuletzt regierenden Grafen sein Erbe. Karl Albrechts Belehnung fand am 18. März 1777 durch Kaiser Josef II. statt.
Noch im Jahre 1776 erreichte Karl Albrecht beim Passauer Fürstbischof Leopold Ernst von Firmian eine Mautfreiheit für die in Passau gekauften Waren. 1779 verbot er Preußen Truppenwerbungen in seiner Grafschaft, welche einst sein Vater 1768 erlaubt hatte. Ziel dieses Verbots war es wahrscheinlich, ein besseres Verhältnis zum Kaiser herzustellen.
Bei einem Besuch beim Passauer Bischof Joseph Franz Anton von Auersperg auf Schloss Neuburg am Inn verstarb Karl Albrecht überraschend am 5. Februar 1787 und wurde in der evangelischen Grablege in der Marktkirche Ortenburg beigesetzt. Sein damals minderjähriger Sohn Joseph Carl folgte ihm als Regent der Grafschaft unter Vormundschaft seiner Mutter Christiane Louise Wild- und Rheingräfin zum Stein.

## Nachkommen
- Joseph Carl (* 30. August 1780 auf Schloss Grehweiler; † 28. März 1831 in Tambach), Reichsgraf von Ortenburg (1787 – 1805), Graf zu Ortenburg-Tambach (1806), Standesherr zu Tambach (1806–1831) ⚭ Caroline Sophie Louise Wilhelmine Gräfin zu Erbach (* 21. November 1779 in Erbach; † 6. Dezember 1825 in Tambach)
- Louise Caroline (* 15. Januar 1782 in Ortenburg; † 15. Dezember 1847 in Augsburg) ⚭ 1. Ehe: Christian Friedrich Graf und Herr zu Castell-Rüdenhausen (* 21. April 1772 in Rüdenhausen; † 28. März 1850 ebenda), Scheidung am 29. November 1811; ⚭ 2. Ehe: Franz Anton Graf von Tauffkirchen zu Ibm (* 16. August 1782 in Kleeberg; † 1. Oktober 1857 in Augsburg)
- Sophia Maria Wilhelmina (* 16. November 1784 in Ortenburg; † 31. Januar 1851 in Kleeberg) ⚭ Leopold Ernst Graf von Tauffkirchen zu Ibm (* 21. August 1771 in Kleeberg; † 21. März 1860)
- Augusta Friderica (* 22. April 1786 in Ortenburg; † 8. Oktober 1857 in Berleburg) ⚭ Karl Alexander Graf von Pückler und Limpurg (* 11. Oktober 1782 in Gaildorf; †  18. Dezember 1843 in Gostenhof bei Nürnberg)